# Beniamin
Beniamin (en arménien Բենիամին) est une communauté rurale du marz de Shirak en Arménie. En 2008, elle compte 720 habitants.